# (1571) Cesco
(1571) Cesco es un asteroide perteneciente al cinturón de asteroides descubierto por Miguel Itzigsohn desde el Observatorio Astronómico de La Plata, Argentina, el 20 de marzo de 1950.

## Designación y nombre
Cesco recibió inicialmente la designación de 1950 FJ. Posteriormente, se nombró así en honor de los hermanos Reynaldo Pedro Cesco y Carlos Ulrrico Cesco, ambos astrónomos argentinos.

## Características orbitales
Cesco está situado a una distancia media del Sol de 3,143 ua, pudiendo alejarse hasta 3,491 ua. Tiene una excentricidad de 0,1106 y una inclinación orbital de 14,57°. Emplea 2036 días en completar una órbita alrededor del Sol.